# Bref (revue)
Pour les articles homonymes, voir Bref.
Bref est une revue éditée depuis 1989 par l'Agence du court métrage, dont la mission est de promouvoir et favoriser la diffusion du film court (cinéma et vidéo) en France. 

## Programme éditorial
Bref est le seul magazine consacré au court métrage à avoir, dans le monde, une telle longévité. La revue s’adresse à tous les cinéphiles curieux de découvrir un secteur artistique moins gouverné par les lois du commerce et une actualité rythmée par les sorties hebdomadaires. Elle se veut aussi lien et outil d’information et de réflexion à destination de ceux qui fabriquent les courts métrages et ceux qui les diffusent.
Bref dresse aussi le portrait de cinéastes et de vidéastes qui essaient, inventent ; ceux aussi dont les premiers pas sont prometteurs. Elle apporte un éclairage sur l’actualité du court, de la production à la diffusion, de la fiction à l'animation, du documentaire sous toutes ses formes au cinéma expérimental et autres recherches. Elle se veut plus largement une revue qui, au prisme du caractère multiforme du court métrage, porte un regard singulier sur le cinéma, son présent et son devenir.
Plus pragmatique, son agenda recense les projections (festivals, cycles de courts ou séances exceptionnelles) indiquant aux réalisateurs où inscrire leurs films et aux spectateurs où les voir.
Constituée par une petite équipe de rédaction, Bref paraît tous les deux mois, accompagnée d’un DVD de « la Petite collection » contenant des films récents. Bien que traitant d'un sujet spécialisé, la revue est également, par la richesse de son iconographie, un magazine.
Au-delà du support papier, son action se déploie aussi en salles, lors des soirées mensuelles de courts métrages qu’elle organise à Paris ; et, sur le net, avec son site, où elle rend compte de la vivacité du secteur, y compris par des sujets vidéo dans le cadre de son webmagazine, la Petite Lucarne.
En novembre 2011, la rédaction fait le point, à travers un numéro 100 spécial composé d'une vingtaine d'entretiens croisés entre cinéastes de différentes générations, philosophes et scientifiques.

## Collaborateurs
- Fondateur : François Ode
- Directeur de la publication : Jérôme Descamps
- Responsable des éditions : Christophe Chauville
- Conception graphique : Laffolay / Londiche / la FDICHE
- Rédacteurs : Raphaël Bassan, François Bonenfant, Marie-Anne Campos, Christophe Chauville, Michel Chion, Michel Coulombe, Cécile Giraud, Donald James, Stéphane Kahn, Luc Lagier, Fabrice Marquat, Marc Mercier, Guy-Louis Mier, Luc Moullet, Rodolphe Olcèse, Marion Pasquier, Olivier Payage, Amanda Robles, Michel Roudevitch…

## « la Petite collection »
Films édités en DVD par Bref :
- Surveiller les tortues d’Inès Rabadan
- Tous à table d’Ursula Meier
- Dans l’ombre d’Olivier Masset-Depasse
- Travellinckx de Bouli Lanners
- J’adore le cinéma de Vincent Lannoo Notice de collection éditoriale
- Walking on the Wild Side d’Abel & Gordon
- Je veux quelque chose et je ne sais pas quoi de Joanna Grudzinska
- Réponse de femmes (notre corps, notre sexe) d’Agnès Varda
- Le Liban, terre des hommes et des dieux de Louise Weiss
- Migration assistée de Pauline Pinson
- La Queue de la souris de Benjamin Renner
- Jeux pluriels de Nicolaï Troshinsky
- Trois petits chats de François Vogel
- Homo/animal de Christophe Loizillon
- Les Larmes de Laurent Larivière
- Aglaée de Rudi Rosenberg
- Atlantiques de Mati Diop
- Les Barbares de Jean-Gabriel Périot
- Sur la tête de Bertha Boxcar d’Angela Terrail et Soufiane Adel
- T’embrasser une dernière fois d’Olivier Jahan
- Tremblay-en-France de Vincent Vizioz
- Je suis une amoureuse de Jocelyne Desverchère
- La Dernière Journée d’Olivier Bourbeillon
- Hermann Heinzel ornithologue de Jacques Mitsch
- Montparnasse, poème du café-crème d’Eugène Deslaw
- Les Mains d’Andréa de Sébastien Betbeder
- Les deux vies du serpent d’Hélier Cisterne
- Charell de Mikhaël Hers
- Pour de vrai de Blandine Lenoir
- 2084 de Chris Marker
- The Bohemian Rhapsody Project de Tzu Nyen Ho
- Plot Point de Nicolas Provost
- Tel père, telle fille de Sylvie Ballyot
- Une leçon particulière'de Raphaël Chevènement
- Le Baiser de Yann Coridian
- Les Paradis perdus d’Hélier Cisterne
- La Fête ! (Feest !) de Paul Verhoeven
- Montparnasse de Mikhaël Hers
- C’est gratuit pour les filles de Claire Burger et Marie Amachoukeli
- Le Petit Dragon de Bruno Collet
- Plastic and Glass de Tessa Joosse
- C’est plutôt genre Johnny Walker d’Olivier Babinet
- Éponine de Michel Chion
- Peau neuve de Clara Elalouf
- Le Plein Pays d’Antoine Boutet
- Rendez-vous à Stella Plage de Shalimar Preuss
- L’Aide au retour de Mohammed Latrèche
- Vidéocartographies : Aïda, Palestine de Till Roeskens
- Paroles, paroles de Ron Dyens
- Le Loup blanc de Pierre-Luc Granjon
- Mon petit frère de la lune de Frédéric Philibert
- L'Homme qui dort d'Inès Sedan
- Nuvole, Mani (Des nuages au bout des doigts) de Simone Massi
- Jeux de plage de Laurent Cantet
- Tribu de Joachim Lafosse
- L'Escalier de Frédéric Mermoud
- La République de Nicolas Pariser
- Sacrifié(s) de Samuel Doux
- Après le feu de Jacques Perconte
- Tours 1959 de Guy Cavagnac